# Félix Ballester
Félix Ballester (San Isidro, Buenos Aires, 21 de febrero de 1800- † General San Martín, íd., 11 de agosto de 1869), fue un terrateniente y político argentino, impulsor de la fundación del Partido de General San Martín, en la zona norte del Gran Buenos Aires.
Hijo de Miguel Ballester y Flotat y de Lucía Sala; heredó la extensión de campo que en el año 1770 don Santiago Flotat traspasó en donación a sus sobrinos Miguel Antonio y Mario Ballester.
La ubicación de esta tierra reconocía como límites, al norte el Río Reconquista, al oeste las vías del Ferrocarril Mitre, al sur la calle Intendente Casares, límite entre San Andrés y Villa Ballester y al este el eje que forman las calles Libertad/Catamarca. Su dimensión se encerraba en una enorme lonja de mil varas de ancho por cinco mil de largo. Esta extensión de tierra fue lo que a fines del siglo XIX formaría el casco histórico de Villa Ballester.

## Actuación pública
En 1835, en representación del vecindario de Santos Lugares, propuso al gobernador de la provincia de Buenos Aires, don Juan Manuel de Rosas, la creación formal del futuro pueblo de General San Martín. Aceptada en un principio esa sugerencia, pues se llegó incluso a disponer su trazado urbano, el proyecto sufrió no obstante posterior archivo y olvido. Rosas levantó en cambio, en el año 1840, el Cuartel de Santos Lugares.
Llegado el fin del gobierno de Rosas con la Batalla de Caseros, después de 1852 actuó en varias comisiones del Partido de San Isidro. El Gobernador de la Provincia de Buenos Aires, Pastor Obligado, lo designó como titular de la Comisión de Vecinos de General San Martín el 18 de diciembre de 1856, fecha que es oficialmente reconocida como la de la creación del pueblo que lleva el nombre del Libertador, en el paraje denominado desde antigua data Santos Lugares.
Hasta 1864, Félix Ballester evidencia activa participación en las diligencias tendientes a segregar el pueblo de General San Martín y su zona de influencia del partido de San Isidro. Ese año, el 3 de febrero de 1864, se crea el partido de General San Martín y Ballester es designado juez de paz. Más tarde ejerce la Presidencia de la Municipalidad del nuevo partido.
Al fallecer en 1869, su hijo, el doctor Pedro Ballester, heredó la extensa propiedad que se mantenía íntegra dentro de sus primitivos límites. Los restos del que fue uno de los primeros hombres públicos de la zona y que tanto hiciera para obtener la creación de este partido, fueron sepultados en la bóveda de la familia, que es la primera de la entrada antigua del Cementerio de General San Martín.
Calles en las localidades de San Martín y Ciudadela (Tres de Febrero) llevan su nombre.
- Datos: Q5872171